# Schloss Kilchberg

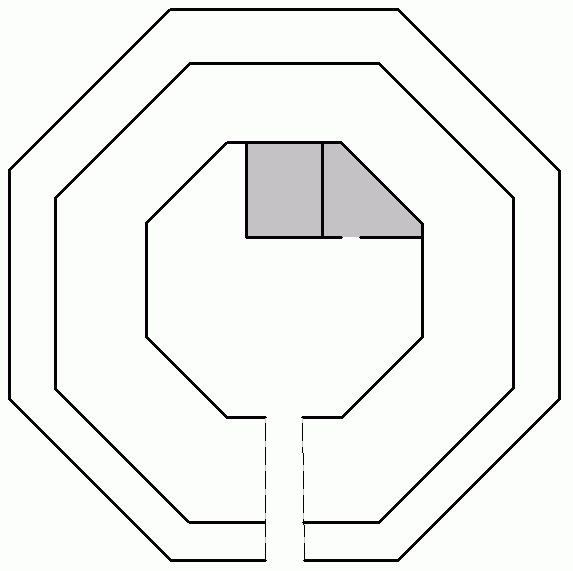
Grundriss-Skizze der stauferzeitlichen Kernburg

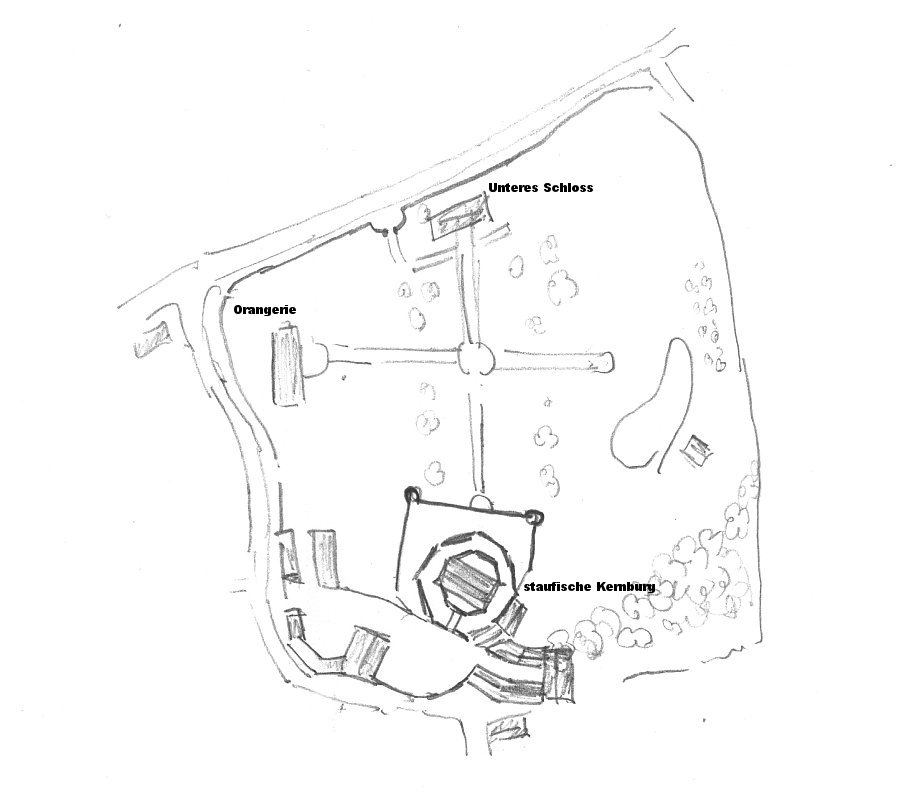
Lageplan der Schlossanlage

Schloss Kilchberg im gleichnamigen Ortsteil von Tübingen in Baden-Württemberg ist eine auf eine hochmittelalterliche Wasserburg zurückgehende Schlossanlage des 15. bis 18. Jahrhunderts.

## Geschichte
Die erste urkundliche Nennung von Kilchberg fällt ins Jahr 1261. Die vermutlich mehrere Jahrzehnte ältere Burg befand sich bis zu diesem Zeitpunkt im Besitz eines gleichnamigen reichsunmittelbaren Rittergeschlechts. Von 1261 bis 1438 war die Burg im Besitz der Lescher, deren Wappen noch heute das Kilchberger Wappen ist. Abgelöst wurden die Lescher von den Rittern von Ehingen. Georg I. von Ehingen, als Berater Graf Eberhards von Württemberg an der Gründung der Universität Tübingen beteiligt, war der Erbauer des heutigen Schlosses. Nach dem Aussterben der Ehinger im Jahre 1608 erfolgte noch ein mehrfacher Besitzerwechsel, zuletzt an den Generalleutnant Leutrum von Ertingen, der das Schloss in Form von Erbpacht 1779 an die Freiherren von Tessin übergab. Nach der Ablösung der Erbpacht sind sie offizielle Eigentümer geworden und sind es noch heute. Die Reichsunmittelbarkeit des Besitzes dauerte bis 1806.

## Anlage
Bemerkenswert ist die noch in den Grundmauern erhaltene stauferzeitliche Kernburg. Sie ist eines der seltenen Exemplare einer oktogonalen Burganlage (vgl. die Burgen von Egisheim und Wangen sowie den Burgstall Guebwiller im Elsass, die westfälische Holsterburg sowie das Castel del Monte in Apulien). Über diesen Fundamenten errichtete Georg von Ehingen gegen Ende des 15. Jahrhunderts ein spätgotisches Steinhaus, wobei der achteckige Burggraben erhalten blieb. Zu Beginn des 16. Jahrhunderts wurde die Kernburg um mehrere Anbauten erweitert, die noch heute das Schlossbild prägen. Im zweiten Viertel des 18. Jahrhunderts erfolgte unter Karl Magnus Leutrum von Ertringen (1680–1738) die Anlage eines barocken Schlossgartens mit Orangerie und Unterem Schloss. Nach dem Zweiten Weltkrieg wohnte der Architekt Paul Schmitthenner mehrere Jahre im Schloss.

Das Schloss befindet sich in Privatbesitz und kann nicht besichtigt werden. Lediglich die Orangerie im Schlosspark kann für Veranstaltungen angemietet werden.